# Tình dục an toàn

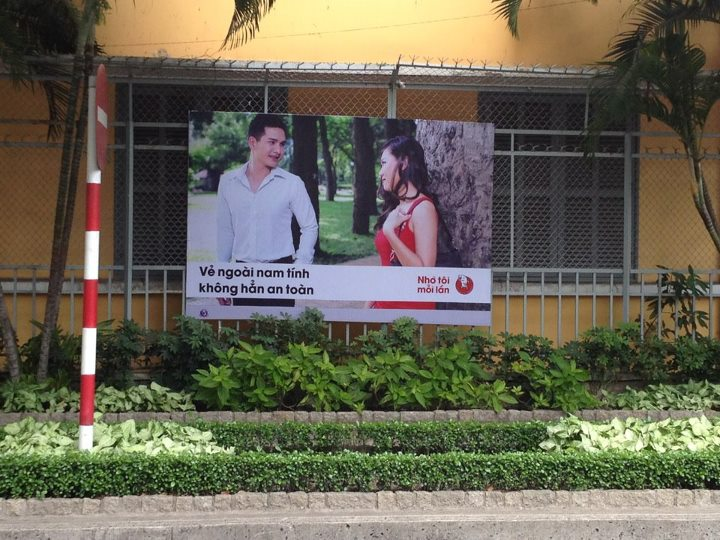
Tuyên truyền tình dục an toàn ở Việt Nam ghi: Vẻ ngoài nam tính, không hẳn an toàn. Nhớ tôi mỗi lần.

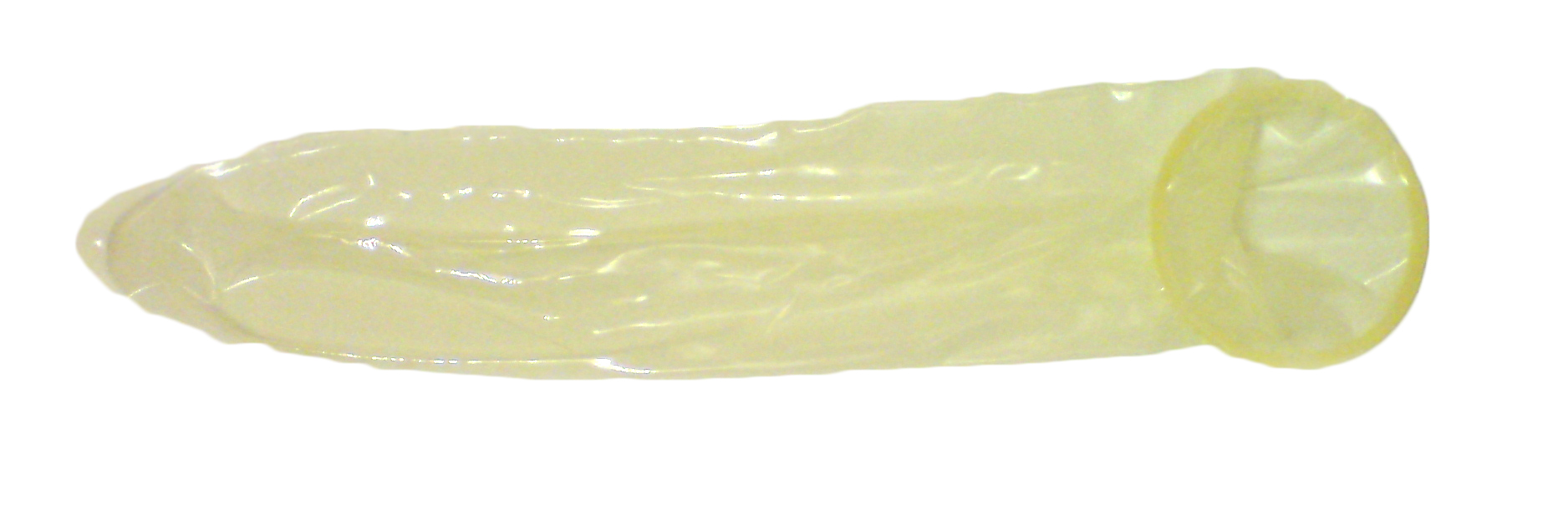
Bao cao su có thể được dùng trong quan hệ tình dục đường hậu môn hoặc âm đạo

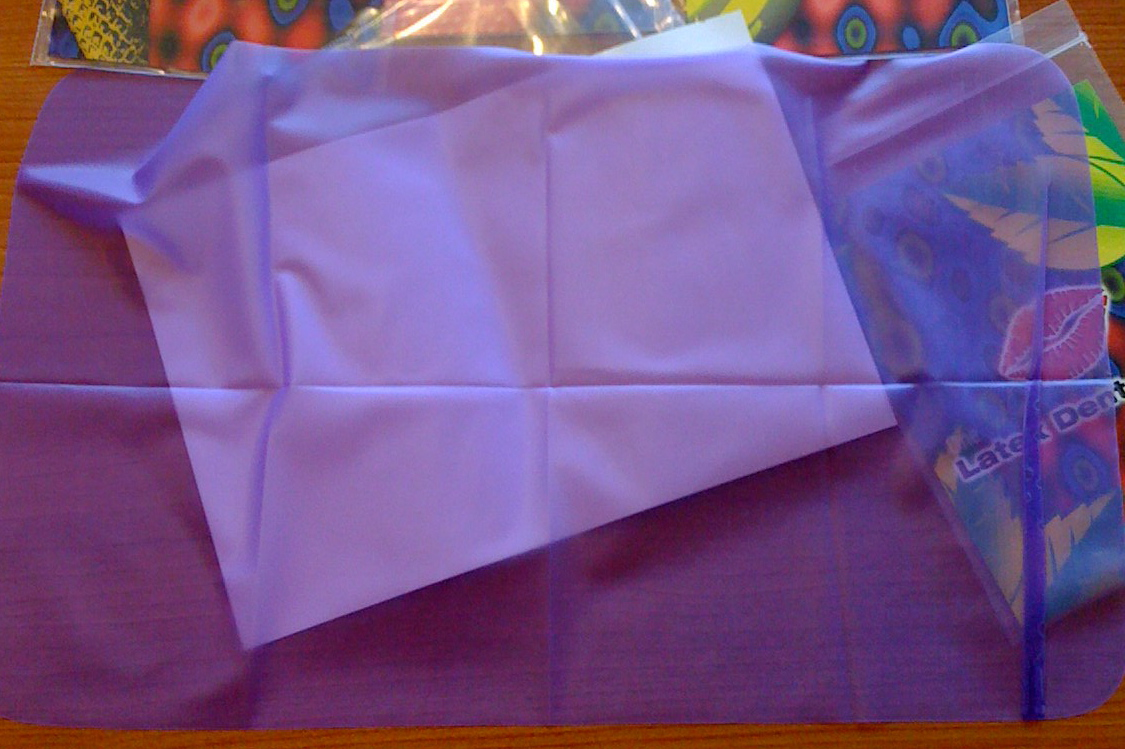
Tấm bảo vệ miệng (dental dams) có thể được dùng trong làm tình bằng miệng.

Tình dục an toàn (safe sex) là hành vi tình dục được thực hiện bởi những người có những biện pháp tránh bệnh lây truyền đường tình dục như AIDS. Hành vi này cũng được gọi là tình dục an toàn hơn (safer sex) hoặc tình dục có bảo vệ trong khi tình dục không an toàn hoặc tình dục không bảo vệ là hành vi tình dục mà không có biện pháp đề phòng lây nhiễm. Nhiều nguồn ưa dùng thuật ngữ tình dục an toàn hơn vì nó thể hiện chính xác hơn vì những hành vi này chỉ làm giảm chứ không loại bỏ hoàn toàn nguy cơ lây nhiễm. Những năm gần đây, thuật ngữ lây nhiễm đường tình dục (sexually transmitted infections) (STIs) được dùng hơn là bệnh lây truyền đường tình dục (sexually transmitted diseases) (STDs) vì nó có một nghĩa rộng hơn: một người có thể bị lây nhiễm và có khả năng lây cho người khác mà không lộ ra một dấu hiệu bệnh nào.
Thực hiện tình dục an toàn trở nên phổ biến vào cuối thập niên 1980 vì đại dịch AIDS. Thúc đẩy tình dục an toàn là một trong những mục tiêu của giáo dục giới tính. Tình dục an toàn được coi là một chiến lược nhằm giảm nguy cơ. Việc tình dục an toàn làm giảm nguy cơ gây hậu quả xấu nhưng không phải là tuyệt đối. Ví dụ, khi một người nhiễm HIV quan hệ tình dục với người không nhiễm HIV, khi mang bao cao su so với khi không mang bao cao su, nguy cơ lây nhiễm giảm còn 1/4 hay 1/5, nhưng vẫn không thể triệt tiêu hết rủi ro.
Tình dục an toàn chỉ có hiệu quả khi cả hai người cùng đồng ý thực hiện và không thay đổi. Trong quá trình giao hợp sử dụng bao cao su, ví dụ, người thâm nhập có thể cố ý tháo bao cao su ra và tiếp tục thâm nhập mà người nhận không chú ý và không biết.
Mặc dù tình dục an toàn cũng là một biện pháp trong thực hiện kế hoạch hóa gia đình, thuật ngữ này chỉ việc ngăn ngừa lây nhiễm và cả ngừa thai. Tuy nhiên, nhiều phương pháp ngừa thai hiệu quả (ví dụ như thuốc tránh thai, đặt vòng, thắt ống dẫn tinh, thắt ống dẫn trứng,...) lẫn không hiệu quả (ví dụ như xuất tinh ngoài âm đạo) thì lại không thể ngăn ngừa lây nhiễm bệnh.

## Các phương pháp

### Tự làm tình
Thủ dâm là hành vi tình dục an toàn nếu như không có sự tiếp xúc dịch thể với người khác.
Những công nghệ hiện đại cho phép thực hiện làm tình qua điện thoại (phone sex) hoặc làm tình ảo (cybersex) giúp những người làm tình mà không ở cùng một phòng nhằm tránh nguy cơ tiếp xúc dịch thể.

### Tình dục không thâm nhập
Tình dục không thâm nhập chỉ những hành vi kích thích tình dục lẫn nhau mà không quan hệ tình dục đường âm đạo, đường hậu môn hay đường miệng. Thủ dâm lẫn nhau là một dạng tình dục không thâm nhập. Một vài hành vi tình dục không thâm nhập là an toàn nếu không có sự tiếp xúc dịch cơ thể.
Một số cách làm tình không thâm nhập có thể làm giảm đáng kể nguy cơ lây nhiễm và khả năng có thai.

### Hạn chế tiếp xúc dịch thể

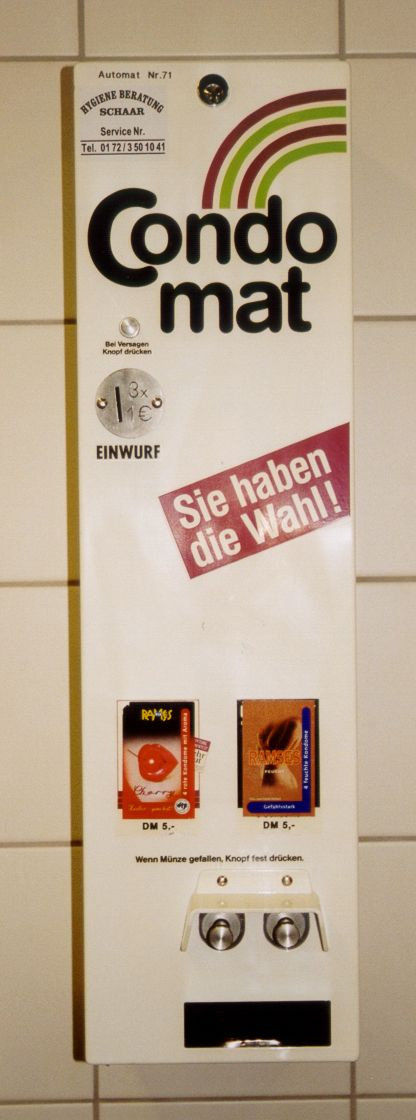
Một máy bán bao cao su tự động

Người ta dùng nhiều dụng cụ khác nhau để trách tiếp xúc máu, dịch âm đạo và tinh dịch khi quan hệ tình dục:
- Bao cao su phủ kín dương vật khi quan hệ tình dục.
- Bao cao su nữ giới đưa vào âm đạo trước khi giao hợp. Chúng cũng có thể dùng trong tình dục hậu môn nhưng kém hiệu quả hơn.
- Tấm bảo vệ miệng (tiếng Anh: dental dam) (đầu tiên được dùng trong nha khoa) là một miếng nhựa dùng để bảo vệ khi làm tình bằng miệng. Nó dùng để tránh tiếp xúc trực tiếp giữa miệng và âm hộ hoặc hậu môn.
- Găng tay y tế có thể tạm thời thay thế tấm bảo vệ miệng khi làm tình bằng miệng hoặc bảo vệ tay khi thủ dâm lẫn nhau. Bàn tay có thể có những vết xướt nhỏ không nhìn thấy được mà các vi-rút có trong tinh dịch hoặc dịch âm đạo có thể đi qua.
- Một cách khác để tránh tiếp xúc dịch thể là thay vì dùng dương vật người ta dùng dương vật giả hoặc dụng cụ kích dục. Nếu đưa một dụng cụ kích dục vào nhiều hơn một bộ phận tiếp nhận (miệng, âm đạo, hậu môn...) cần phải phủ bằng bao cao su và thay bao cao su mỗi lần dùng cho bộ phận tiếp nhận khác.

Nếu dùng các dụng cụ ngăn cách bằng cao su (latex), nếu dùng dầu bôi trơn thì không dùng loại gốc dầu (oil based) vì nó có thể làm hỏng cấu trúc của cao su và làm vô hiệu khả năng bảo vệ.
Bao cao su dùng kèm dụng cụ/biện pháp khác có thể bảo vệ lây nhiễm và tăng cường ngừa thai. Chẳng hạn dùng bao cao su nam giới và chất diệt tinh trùng để tăng cường tránh thai. Tuy nhiên, không nên dùng hai bao cao su cùng lúc (bao cao su nam giới tròng vào một bao cao su nam giới khác hoặc bao cao su nam giới phía trong bao cao su nữ giới) vì sẽ tăng nguy cơ hỏng bao cao su.

### Phương pháp khác
Thường không có biện pháp làm tình với người khác nào mà an toàn tuyệt đối. Các biện pháp sau có thể giảm thiểu lây nhiễm và tránh thai:
- Chung thủy một – một hoặc chung thủy theo nhóm là rất an toàn (xét về lây nhiễm) khi từng người đều chưa bị nhiễm. Tuy nhiên nhiều người thực hiện chung thủy một-một đã bị nhiễm bệnh vì bạn tình ngoại tình (không thành thật) hoặc chích ma túy hoặc đã bị lây nhiễm trước. Chung thủy theo nhóm cũng có nguy cơ tương tự nhưng cao hơn tùy thuộc vào số lượng bạn tình trong nhóm.
- Đối với những người không thực hiện chung thủy một – một, họ giảm bớt số lượng bạn tình đặc biệt là bạn tình là người lạ cũng có thể giảm khả năng lây nhiễm. Tương tự, có thể giới hạn quan hệ tình dục trong một nhóm người tin cậy – vài diễn viên phim khiêu dâm hoặc vài người không thực hiện chung thủy một – một dùng cách này.
- Nói chuyện với bạn tình có thể tăng độ an toàn. Trước khi quan hệ, họ trao đổi với nhau những gì sẽ làm và những gì không làm đồng thời dùng biện pháp an toàn nào. Điều này có thể tránh những quyết định có nguy cơ cao trong lúc ham muốn tình dục tăng cao.
- Tránh dùng chất kích thích, rượu bia trước hoặc trong khi quan hệ để tránh bị ức chế, giảm miễn dịch và mất ý thức.
- Nếu một người có quan hệ với nhiều bạn tình, nên kiểm tra sức khỏe và xét nghiệm thường xuyên. Khi có dấu hiệu bất thường nhanh chóng tư vấn ở bác sĩ vì nhiễm HIV đôi khi có hoặc không có triệu chứng và dễ dàng bị chẩn đoán sai.[9][10]

## Các phương pháp không hiệu quả
Hầu hết các biện pháp tránh thai không dùng dụng cụ ngăn cách đều không có tác dụng để tránh lây nhiễm.
Xuất tinh ngoài âm đạo (hoặc hậu môn hoặc miệng) thì không an toàn và có thể lây nhiễm.

## Tình dục hậu môn
Tình dục hậu môn không có bảo vệ có nguy cơ lây nhiễm cao đối với bất kỳ thiên hướng tình dục nào. Nghiên cứu cho thấy mặc dù người đồng tính nam thường quan hệ hậu môn, các cặp nam nữ lại thường quan hệ hậu môn mà không dùng bao cao su.
Làm tình đường hậu môn có nguy cơ lây nhiễm cao hơn đường âm đạo vì hậu môn và trực tràng dễ bị xây xát hoặc rách khi quan hệ hoặc dùng dụng cụ hỗ trợ tình dục. Vi khuẩn và vi-rút có thể xâm nhập qua những vết thương rất nhỏ có thể không nhìn thấy bằng mắt thường được. Dầu bôi trơn gốc dầu sẽ làm hỏng bao cao su bằng cao su (latex). Những người bị dị ứng với cao su có thể dùng bao cao su không làm từ cao su chẳng hạn như polyurethane (PU). Bao cao su bằng PU có thể dùng với dầu bôi trơn gốc dầu và gốc nước...
Bao cao su cũng có thể dùng kèm với dụng cụ hỗ trợ tình dục. Thay bao cao su trùm dụng cụ khi dùng cho bạn tình khác nhau. Việc rửa sạch dụng cụ cũng rất quan trọng.

## Kiêng tình dục
Một cách để tránh lây nhiễm là kiêng tình dục hoàn toàn.
Nhiều tổ chức như đạo Cơ-đốc Phúc Âm và Giáo hội Cơ-đốc La Mã phản đối quan hệ tình dục ngoài hôn nhân và các chương trình giáo dục tình dục an toàn vì họ cho rằng sẽ khuyến khích sự lang chạ. Giáo dục mọi người giữ gìn trinh tiết và kiêng tình dục để thay thế các biện pháp tránh thai và an toàn tình dục. Tuy nhiên việc này có thể tăng nguy cơ có thai và lây nhiễm vì 60% người trẻ hứa giữ gìn trinh tiết cho đến khi lập gia đình đã quan hệ trước hôn nhân và 1/3 người này ít sử dụng biện pháp tránh thai so với những người được giáo dục giới tính.
Bệnh lây truyền qua đường tình dục cũng có thể lây truyền qua đường khác ngoài đường tình dục. Do đó kiêng tình dục không phải đảm bảo tránh được lây nhiễm hoàn toàn. Ví dụ HIV có thể lây nhiễm qua kim có mầm bệnh khi xăm cơ thể, xỏ (piercing) hoặc chích. Một số thao tác trong y tế hoặc nha khoa cũng gây lây nhiễm nếu dụng cụ dính mầm bệnh. Nhiều nhân viên y tế đã bị nhiễm HIV khi bị kim có mầm bệnh đâm.